# Tongzi Jiao
Tongzi Jiao (chinesisch 童子礁) ist ein Riff in der Prydz Bay vor der Ingrid-Christensen-Küste des ostantarktischen Prinzessin-Elisabeth-Lands. Es liegt rund 500 m nordöstlich der Insel Qi’’e Dao vor der Landspitze Steinnes.
Chinesische Wissenschaftler benannten es 1993 im Zuge von Vermessungs- und Kartierungsarbeiten. Der weitere Benennungshintergrund ist nicht überliefert.